# 钩毛紫珠
钩毛紫珠（学名：Callicarpa peichieniana）为马鞭草科紫珠属的植物，是中国的特有植物。分布在中国大陆的广东、湖南、广西等地，生长于海拔200米至2,250米的地区，多生于林中和林边，目前尚未由人工引种栽培。

## 异名
- Callicarpa peii H. T. Chang